# Penisola Stresher
La penisola Stresher è una penisola di forma rettangolare larga circa 30 km e quasi completamente coperta dai ghiacci, in particolare dalla formazione chiamata ghiaccio pedemontano Widmark, situata sulla costa nord-occidentale della Terra di Graham, dalla cui costa di proietta in mare per 24 km. La penisola è bagnata a nord-est dalla baia di Holtedahl, a nord-ovest dalla baia Auvert e a sud-ovest dalla baia di Darbel. L'estremità occidentale della penisola, capo Bellue, segna il confine tra la costa di Graham,  a nord-est, e la costa di Loubet, a sud-ovest, mentre il suo punto più alto è localizzato nel picco Lawson, che si eleva fino a 600 m s.l.m.

## Storia
La penisola Stresher è stata così battezzata dalla Commissione bulgara per i toponimi antartici in onore del picco Stresher, una cima dei monti Balcani, in Bulgaria.